# Roberto Lazzari

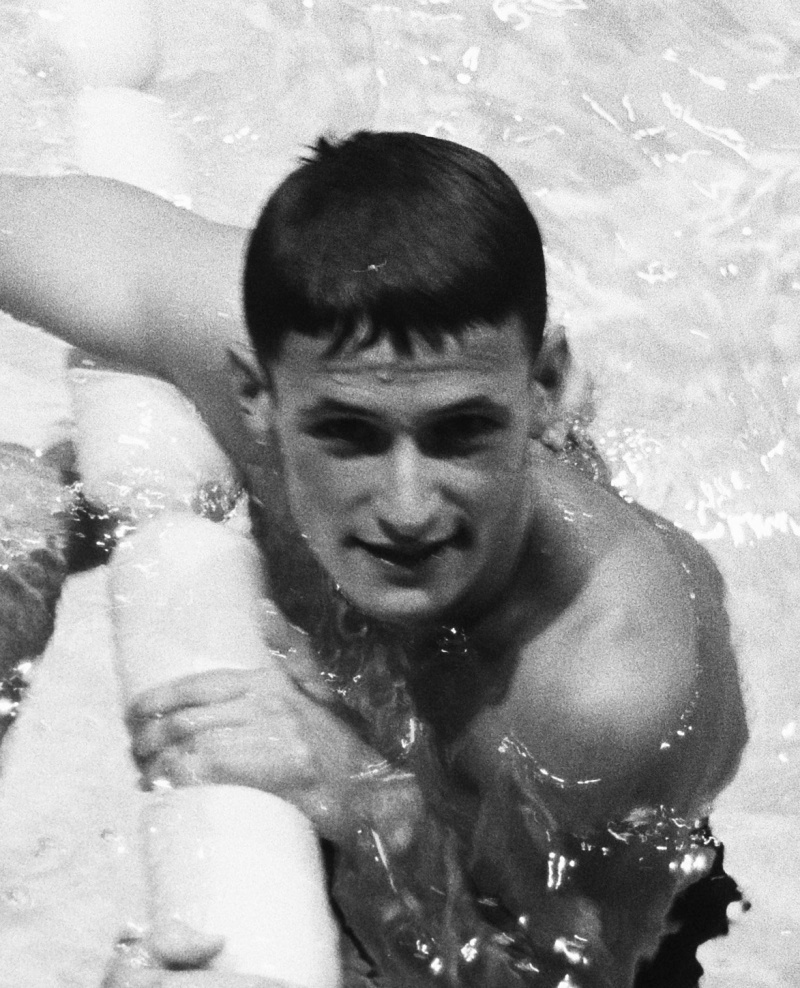
Roberto Lazzari (1960)

Roberto Lazzari (* 14. Dezember 1937 in Mailand; † 31. Juli 2017 ebenda) war ein italienischer Schwimmer. Er gewann bei Schwimmeuropameisterschaften je eine Silber- und Bronzemedaille. Bei Mittelmeerspielen gewann er zwei Gold- und zwei Silbermedaillen sowie eine Bronzemedaille.

## Karriere
Lazzari begann bei Canottieri Olona, später schwamm er dann für Canottieri Milano und für FIAT Torino.
Bei den Mittelmeerspielen 1955 in Barcelona gewann er die Silbermedaille über 200 Meter Schmetterling und die Bronzemedaille über 200 Meter Brust, hinzu kam die Silbermedaille mit der 4-mal-100-Meter-Lagenstaffel.
1958 bei den Europameisterschaften in Budapest verbesserte er über 200 Meter Brust in Vor-, Zwischen- und Endlauf jeweils den italienischen Rekord. Im Finale siegte Leonid Kolesnikow mit 0,2 Sekunden Vorsprung vor Lazzari, der seinerseits in 2:41,3 Minuten 0,1 Sekunden vor dem Deutschen Klaus Bodinger anschlug. Die italienische 4-mal-100-Meter-Lagenstaffel mit Gilberto Elsa, Roberto Lazzari, Fritz Dennerlein und Paolo Pucci gewann die Bronzemedaille hinter der Staffel aus der Sowjetunion und den Ungarn.
1959 bei der Universiade in Turin siegte Lazzari mit der 4-mal-100-Meter-Lagenstaffel. Über 200 Meter Brust wurde er Zweiter hinter dem Deutschen Hans-Joachim Tröger. Im Monat darauf fanden in Beirut die Mittelmeerspiele 1959 statt. Hier gewann Lazzari über 200 Meter Brust und mit der Lagenstaffel.
Im Jahr darauf fanden in Rom die Olympischen Spiele 1960 statt. Über 200 Meter Brust verbesserte Lazzari seinen italienischen Rekord wieder dreimal. Im Endlauf schwamm er in 2:40,1 Minuten auf den fünften Platz. Die italienische 4-mal-100-Meter-Lagenstaffel mit Giuseppe Avellone, Roberto Lazzari, Fritz Dennerlein und Bruno Bianchi belegte den sechsten Platz und war damit zweitbeste europäische Staffel hinter dem sowjetischen Team.
Nach seiner Karriere blieb Lazzari seinem Sport als Manager verbunden.